# 穴状配体

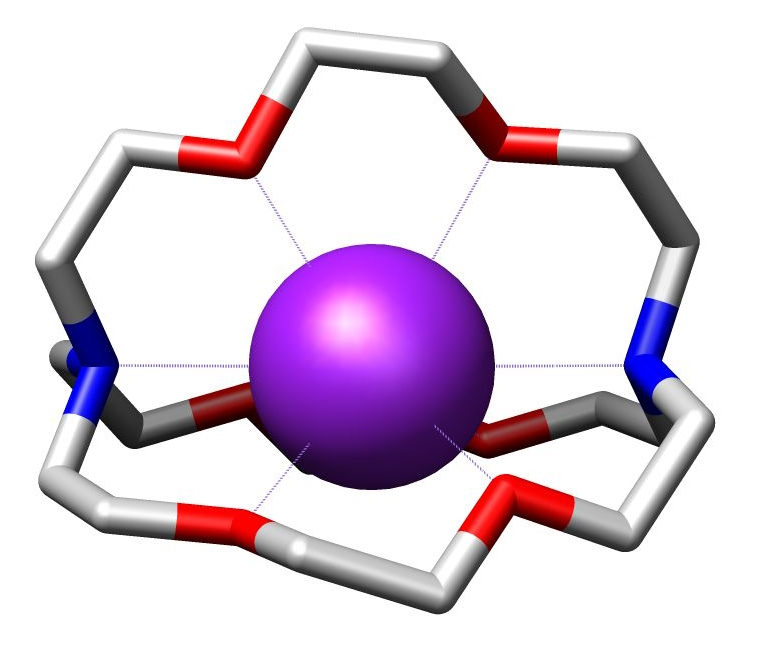
采用X射线晶体衍射方法得到，内部封装有一个钾离子（紫色）的[[K2.2.2|[2.2.2]穴醚]]晶体结构。

[[2.2.2-穴醚|[2.2.2]穴醚]]

穴醚是一类人工合成的，可以与阳离子发生配位的双环和多环多齿配体。“穴醚（cryptand）”一词是指该配体形如空穴，将底物分子容纳在里面。整个分子是一个三维的结构。因此与单环的冠醚相比，穴醚配合物更加稳定，对底物分子的选择性也更强。形成的复合物具有脂溶性。唐纳德·克拉姆、让-马里·莱恩和查尔斯·佩特森通过对穴醚和冠醚进行研究，开创了超分子化学的先例，并因此获得了1987年的诺贝尔化学奖。

## 结构
最为常见且最为重要的穴醚是N[CH2CH2OCH2CH2OCH2CH2]3N（右图），IUPAC名称为1,10-二氮杂-4,7,13,16,21,24-六氧杂双环[8.8.8]二十六碳烷，俗称[2.2.2]-穴醚。方括号内的数字表示在两个氮桥头之间每个桥上的氧原子个数。
全胺穴醚对碱金属阳离子具有极高的亲和力，通过穴醚与碱金属作用，可以成功得到含K−等碱金属阴离子的盐类。

## 性质
穴醚的三维内部空腔可以和外来离子紧密结合，形成的复合物被称为穴状化合物（cryptate）。结合能力最强的是较硬的阳离子，包括NH4+（铵离子）和镧系元素、碱金属、碱土金属的阳离子。穴醚利用分子中的氮和氧与这些离子配位，由于不同的离子与不同三维结构的穴醚结合能力不同，通过选取适当的穴醚，可以将不同的碱金属阳离子区分或分离出来。
与冠醚类似，大环穴醚一般也是利用胺和卤代烃的缩合反应制备的。但由于环系更为复杂，穴醚的产率通常不高。

## 用途
穴醚的制备较为困难，且价格昂贵；但是，与冠醚之类的其他配位剂相比，穴醚与碱金属离子结合更紧密，选择性更强。 通过配位，穴醚可以将一般情况下不溶于有机溶剂的盐类溶于另一相中，用作相转移催化剂，加快化学反应的速率； 也可以稳定碱金属负离子，使碱化物和电子盐得以合成。另外，穴醚还可以帮助Sn92−之类津特耳离子（Zintl ion）的结晶。
在製作核医学需要的顯像用藥物氟代脫氧葡萄糖（簡稱 FDG）時，會使用[2.2.2]穴醚來絡合反應物K18F中的鉀離子，提高放射性18F離子的親核性，以便將18F連接到脫氧葡萄糖中。

## 参阅
- 笼状螯合物
- 冠醚
- 超分子化学
- 螯合剂